# Bębnów (Sainte-Croix)
Pour les articles homonymes, voir Bębnów.
Bębnów est une localité polonaise de la gmina de Gowarczów, située dans le powiat de Końskie en voïvodie de Sainte-Croix.